# Blue Ruin
Blue Ruin (br: Ruína Azul) é um filme de suspense estadunidense de 2013 escrito e dirigido por Jeremy Saulnier e estrelado por Macon Blair. O filme estreou no Festival de Cinema de Cannes como parte da Quinzena dos Realizadores, onde ganhou o prêmio Fipresci.
O filme foi indicado ao prêmio John Cassavetes no Independent Spirit Awards de 2015.

## Elenco
- Macon Blair como Dwight Evans
- Amy Hargreaves como Sam Evans
- David W. Thompson como  William
- Devin Ratray como Ben Gaffney
- Sandy Barnett como Wade Cleland Jr.
- Kevin Kolack como Teddy Cleland
- Brent Werzner como Carl Cleland
- Eve Plumb como Kris Cleland
- Stacy Rock como Hope Cleland
- Sidné Anderson como Oficial Eddy
- Bonnie Johnson como Margaret Gaffney

## Recepção
O Rotten Tomatoes relata que 96% dos 142 críticos entrevistados deram ao filme uma avaliação positiva; a avaliação média é de 8,02 em 10. O consenso crítico afirma "Inteligente, despojado e assustadoramente sombrio, Blue Ruin prova que uma história de vingança bem contada pode deixar seu público na borda de seu assento". O filme também teve uma pontuação de 78 de 100 no Metacritic com base em 33 críticas, indicando "críticas geralmente favoráveis".